# Föreningsarkivet i Jämtlands län

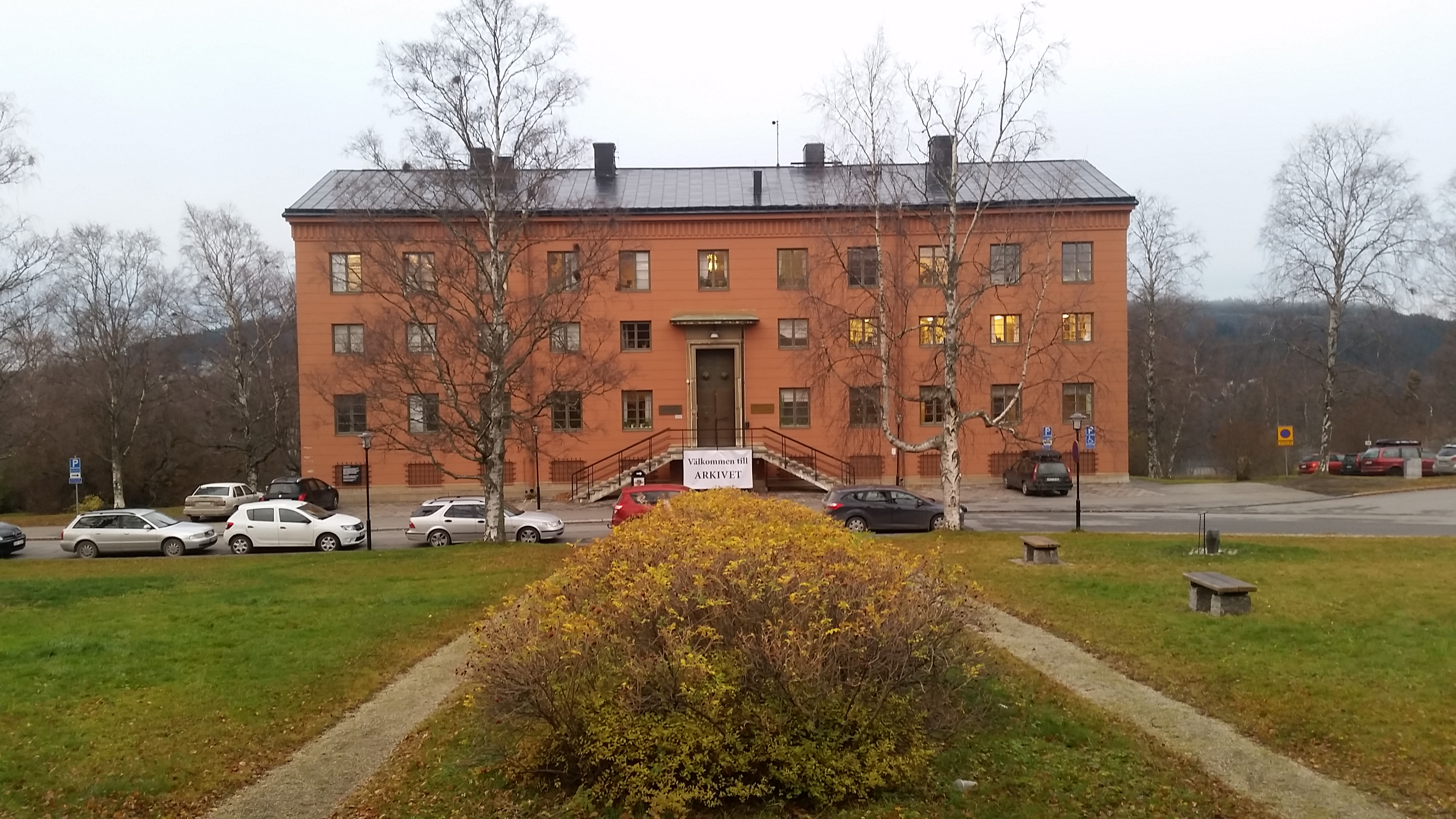
Landsarkivet i Östersund

Föreningsarkivet i Jämtlands län (FAJ), bildades 1980 och är en länsarkivinstitution för föreningslivet i Jämtland och Härjedalen. Arkivet ingår i arkivcentrumet Arkivet i Östersund på Arkivvägen 1 i Östersund.  

## Historik
Föreningsarkivet i Jämtlands län hette från början Folkrörelsearkivet i Jämtlands län och bildades 1980. Det var de stora folkrörelserna och föreningarna i länet tillsammans med landsarkivarien som var initiativtagare till föreningen. I samband med bildandet deponerade Landsarkivet i Östersund i princip alla föreningsarkiv där. I augusti 1983 gick Arbetarrörelsens arkiv i Östersund upp i FAJ och överförde sina samlingar dit. 
1990 utlystes en namntävling och förslaget Föreningsarkivet i Jämtlands län vann. I och med bytet av namn breddades verksamheten något från de klassiska folkrörelserna till den bredare föreningsverksamheten. 

## Samlingarna
Föreningsarkivet i Jämtlands län förvarar handlingar från cirka 4 500 arkivbildare, med ett sammanlagt omfång på cirka 1 500 hyllmeter. De två största folkrörelsernas i Jämtlands län är nykterhetsrörelsen och den kooperativa rörelsen vilket också speglas i samlingarna. Här finns över 700 nykterhetsloger och ekonomiska föreningar, bland annat NNP och Milko. Även den samiska historien finns bevarad bland annat genom Stiftelsen Fjällgård som var ett ålderdomshem för samer i Undersåker, det sydsamiska kulturcentrumet Gaaltije och andra samiska föreningar. Samtliga arkivförteckningar finns sökbara i Nationella arkivdatabasen. 
FAJ har även en fin samling av fanor och standar där det så kallade Hungerstandaret från Järpens arbetarekommun är det mest kända. Standaret användes under hungerdemonstrationerna som genomfördes 1918 i Åredalen. 
Till arkivsamlingarna hör också ett mindre referensbibliotek med litteratur om Jämtland-Härjedalens historia, folkrörelser och arkivvetenskap. Biblioteket finns sökbar i Kungliga bibliotekets databas Libris. 

## Arkivpedagogik
Föreningsarkivet i Jämtlands län var en av de första arkivinstitutioner i Sverige att satsa på arkivpedagogisk verksamhet. 1999 gav man tillsammans med Skånes arkivförbund ut boken "Historia på riktigt" och 2019 bidrog man med ett kapitel om arkivpedagogik till antologin "Enskilda arkiv" utgiven av Studentlitteratur. 
FAJ jobbar pedagogiskt mot barn och unga genom skolan och mot vuxna och seniorer genom en framgångsrik föreläsningsserie och genom olika programpunkter. Under 2018 bedrevs ett projekt riktat mot särskolan där en metod utarbetades för pedagogiska upplägg för målgruppen.  
FAJ är en av initiativtagarna och nu den drivande institutionerna av nätverket Arkivpedagogiskt forum som startades 1998. Forumet träffas två gånger per år för att diskutera metodutveckling med mera. Forumet har gett ut en avsiktsförklaring rörande arkivpedagogik. 